# Visiana brujata
Visiana brujata là một loài bướm đêm thuộc họ Geometridae. Nó được tìm thấy ở Lãnh thổ Thủ đô Úc, New South Wales và Tasmania.
Sải cánh dài khoảng 30 mm.

## Hình ảnh

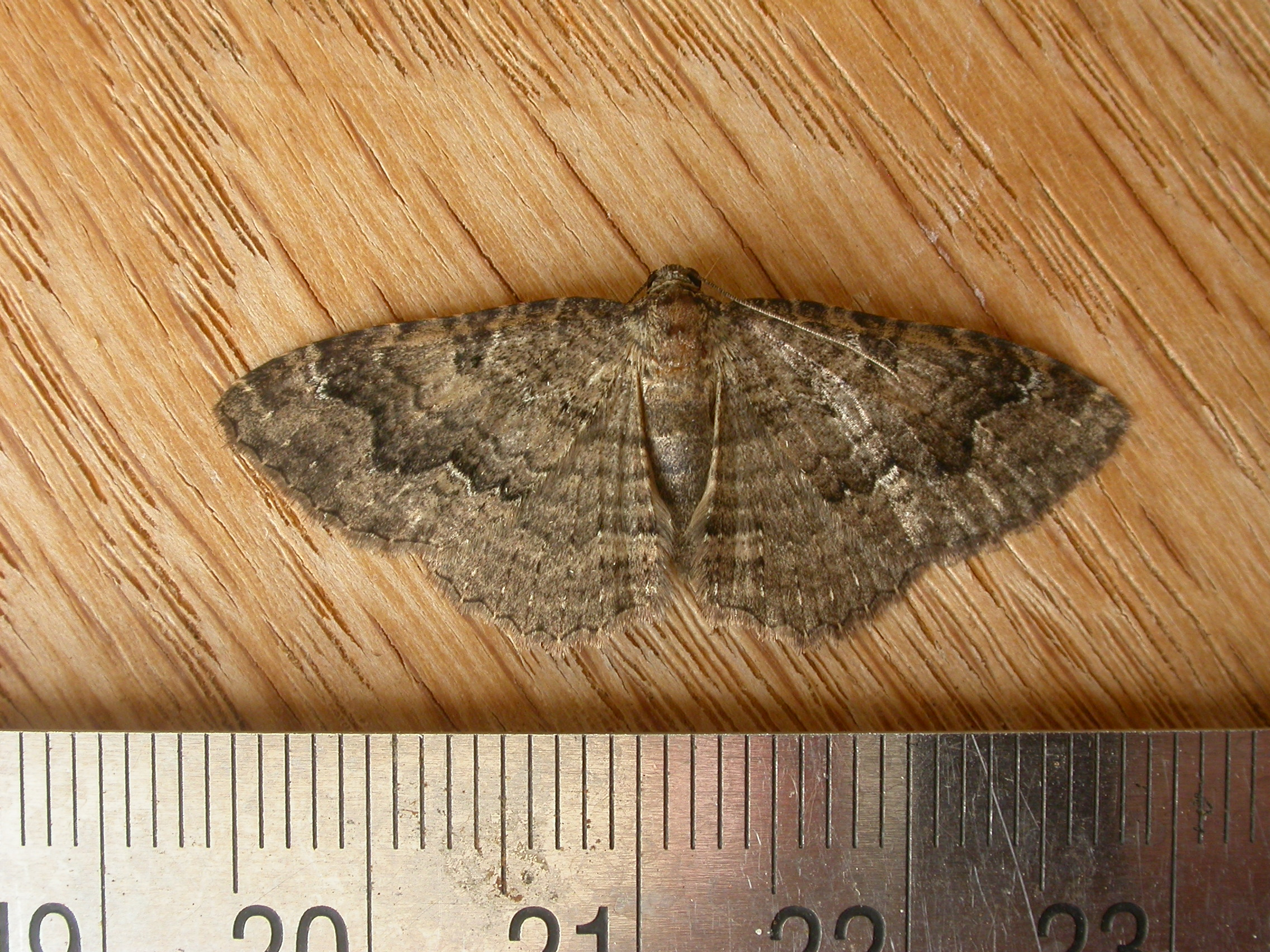